# 手洞
手洞（西班牙語：Cueva de las Manos）是位于阿根廷巴塔哥尼亚地区平图拉斯河（Río Pinturas）附近的一个山洞。洞中有许多远古人类留下的谜一般的手印和其他图画，亦被音译为洛斯马诺斯岩画。

## 地理

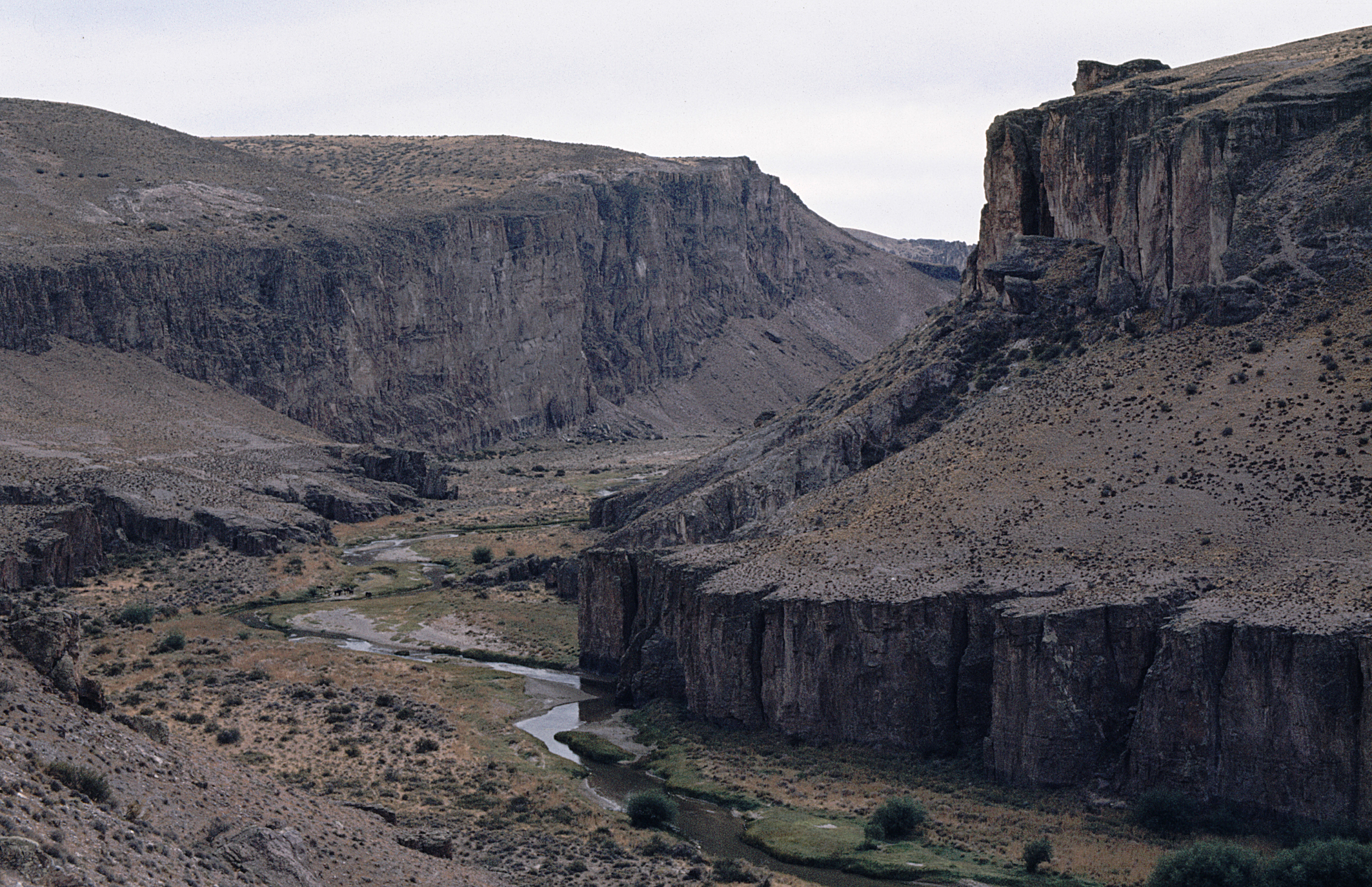
平图拉斯河峡谷

手洞位于阿根廷圣克鲁斯省（Santa Cruz）西北方，佩里托莫雷诺（Perito Moreno）南方71公里处。平图拉斯河是德塞多河（Río Deseado）的一条支流。它切出了一段很深的峡谷，手洞就位于其中。洞穴为东北朝向，洞内两侧有巨大的侧壁。在洞壁上有大量手印，主洞有24米深，入口15米宽，10米高。洞中的地面倾斜向上，内部不超过2米高。洞穴的末端比较狭小，在洞顶上绘有图案。

## 历史
手洞的发现早于西班牙的阿尔塔米拉洞窟壁画。在1876年，佩里托·弗朗西斯科·莫雷诺（Perito Francisco P. Moreno）发表了关于手洞的报道。由于平图拉斯河地处偏远，直到1949年才由阿尔贝托·雷克斯·冈萨雷斯（Alberto Rex González）标示在地图上。1999年，被列入世界遗产名录。

## 考古

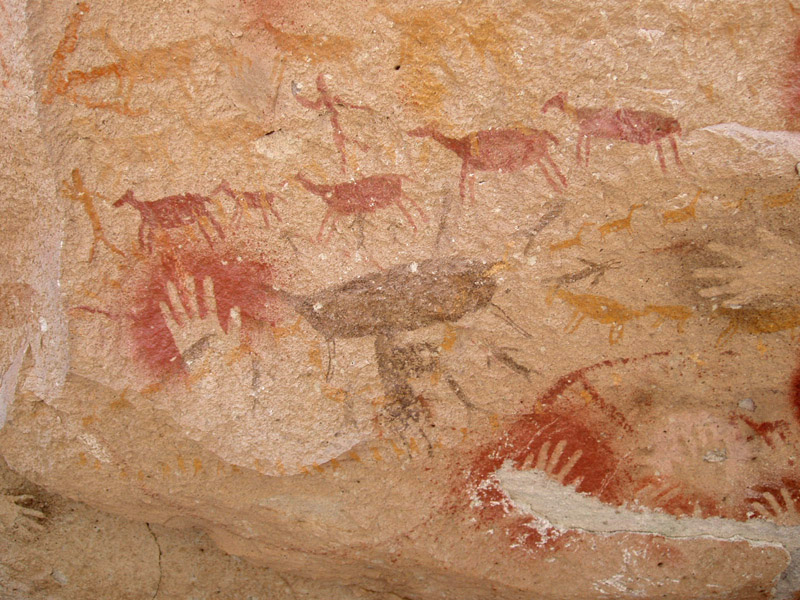

手洞的名字来源于洞中无数的手印。这些手印有黑色的、赭色的、紫藍色的、黄色的和红色的。它们大约完成于公元前550年。最早画这些手印的人使用的是白色。大多数手印都画在一个24米长的洞里。除了手印之外有几何图形和动物。骆马的图画是最为古老的，大约画于9000年前，那时这区域居住着猎人。在公元前1000年左右，几何图案和手印被画了上去。
这些图案经历数千年没有被破坏。颜料似乎是使用这区域的石头混合骆马脂肪制成的。湿气、阳光或风之类都不能进入洞穴，所以壁画保存得很不错。

## 壁画

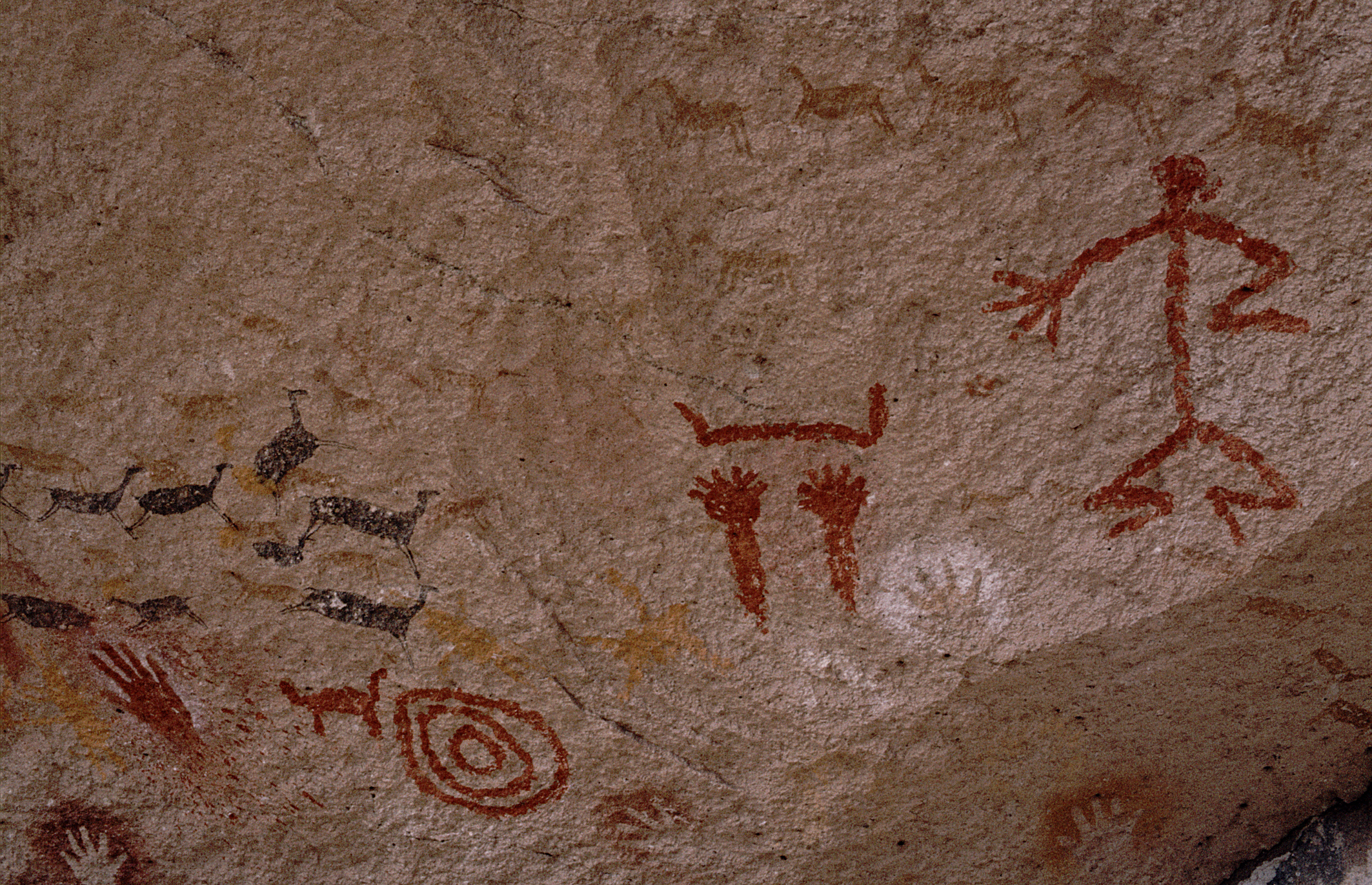

洞中的壁画图案大致可以分成三组。

### A组
这些图画大约完成于公元前7300年，包括生动朴素的狩猎场面，显然是反映了远古猎人的生活。一幅图画表现了40隻骆马被10个猎人追赶，从图上可以看出画这幅图的人一定仔细地观察过骆马，在画结束的地方，描绘了一群骆马被圈在猎人制造的栅栏中。在这些画中，人被画出完整的脸孔，在许多猎人头上可能有羽毛的装饰。另一个画面表现了一群骆马离开峡谷的情形。在这幅图画中，绘图者用一些细线来表现投掷物划过的轨迹。这种投掷物被称之为"lost balls"，类似于流星锤和套牛绳，一条兽皮的两端系上两个重物，猎人将其抛出来缠住动物的腿或头部。骆马都画得比人大。当人在追赶猎物时，他们被画成侧面，通常没有手臂。画这些图案使用的颜料大致与画附近手印使用的颜料相同。颜料涂抹还有固定次序，总是从黑色开始，到紫藍色的结束。这些图案画满了洞穴的侧壁和檐。它们一定是由骆马猎人画的，这些人可能占据洞穴用作庇护所，或是举行宗教仪式的地方。很不清楚哪些手印的含义。它们使用的颜料可能采自附近，红色采自赤铁矿，白色采自石灰石，黑色采自锰矿石或煤，黄色采自褐铁矿或黄赭土。

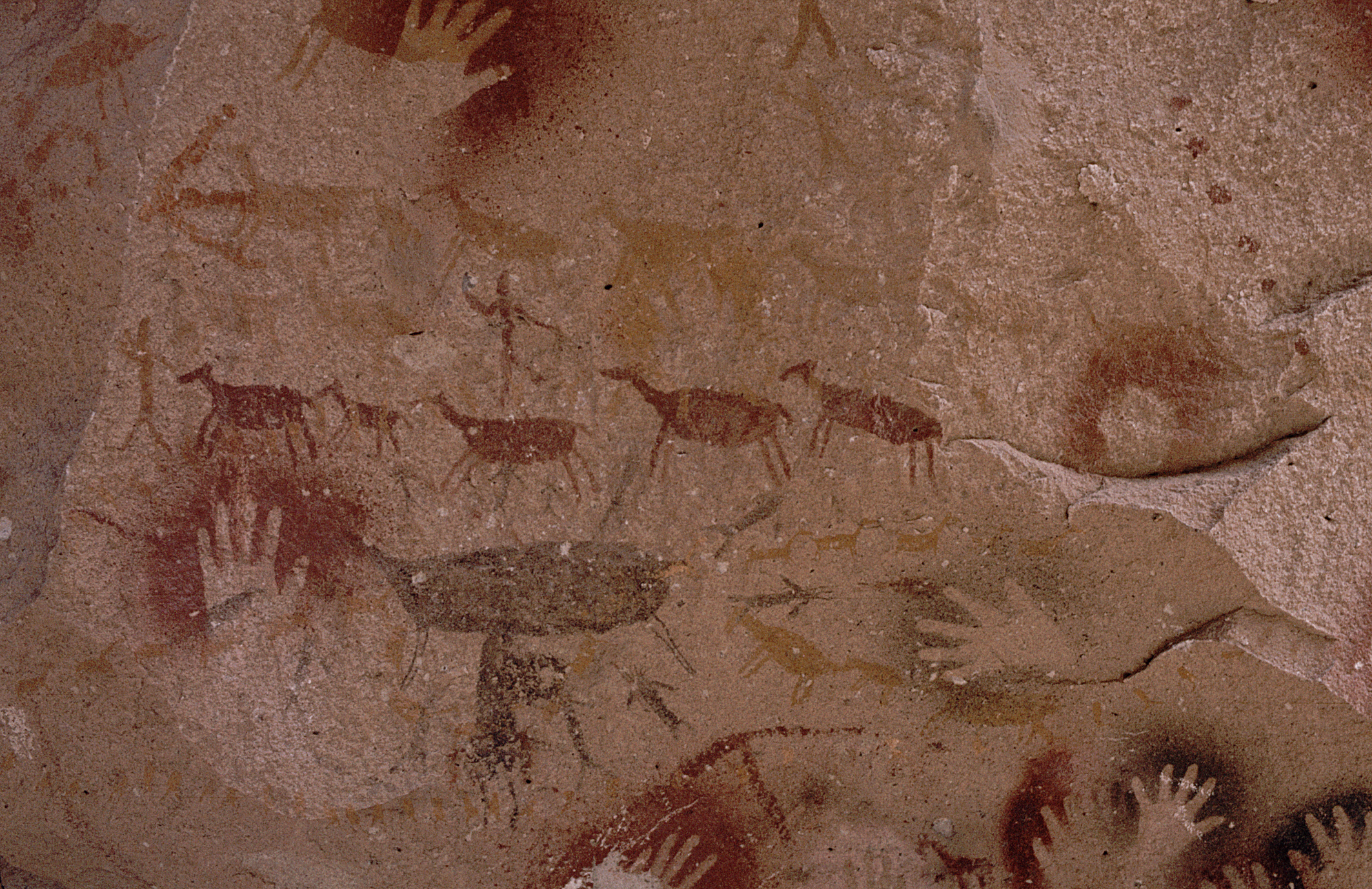

### B组

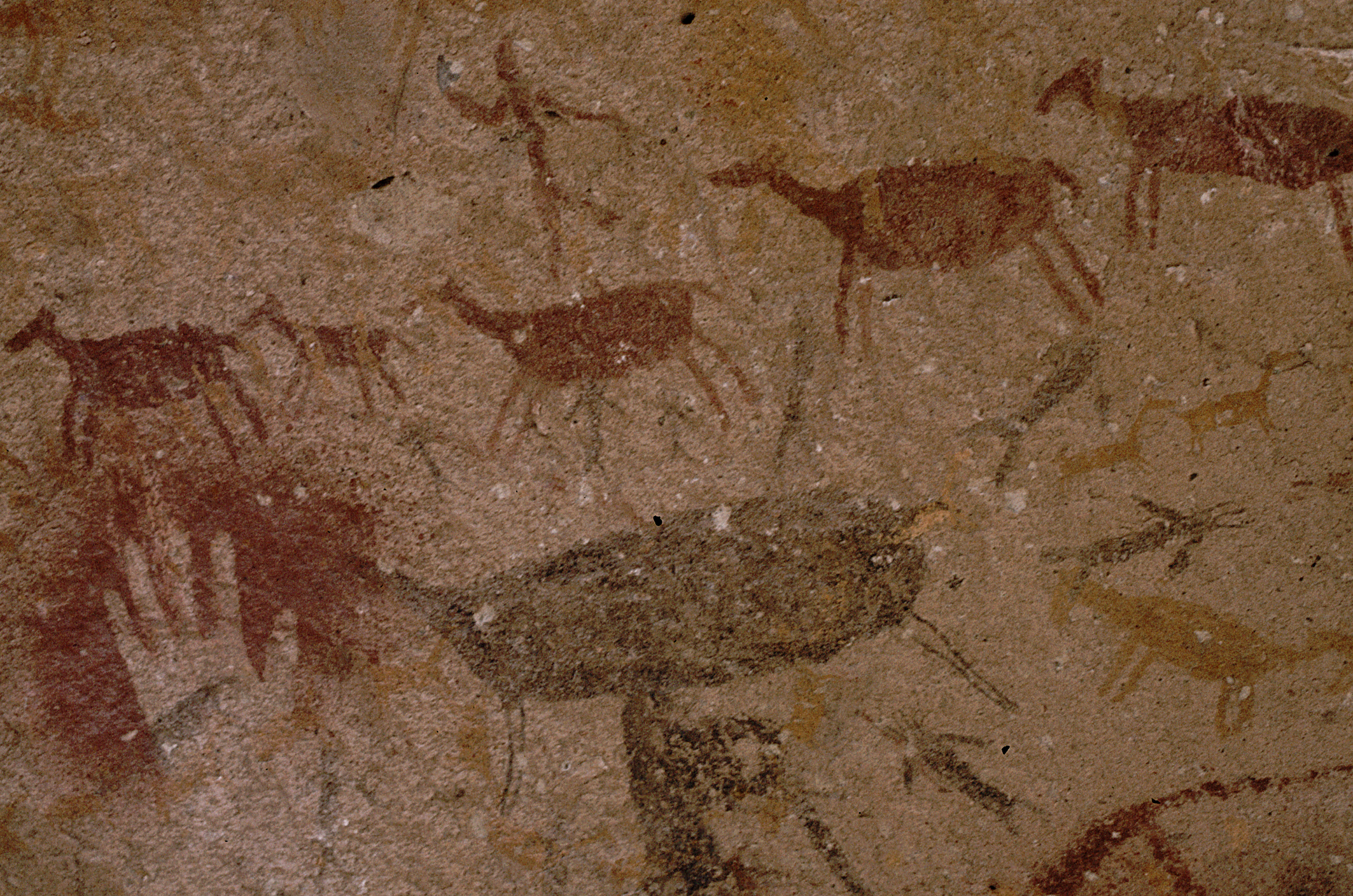

这些图画包括骆马和手，还有一些抽象图案。人被画出了完整的脸孔，头上有一些装饰品，有一只手，腿很短。身体往往是白色的，站在地平线上。手印更为常见，有时包括前臂，绝大多数图案都是左手，显然是惯于使用右手的人，喷颜料把自己左手的样子印上去的。骆马有时单独出现，也有时一群出现，有着长长的脖子和小小的头，通常被画成黑色和紫罗兰。有些甚至有一米长，带着它们的小骆马。

### C组
这组有无数白色的手印在红色的洞壁上。另外还有一些之字形、三角形的装饰，和一些动物。

## 外部链接

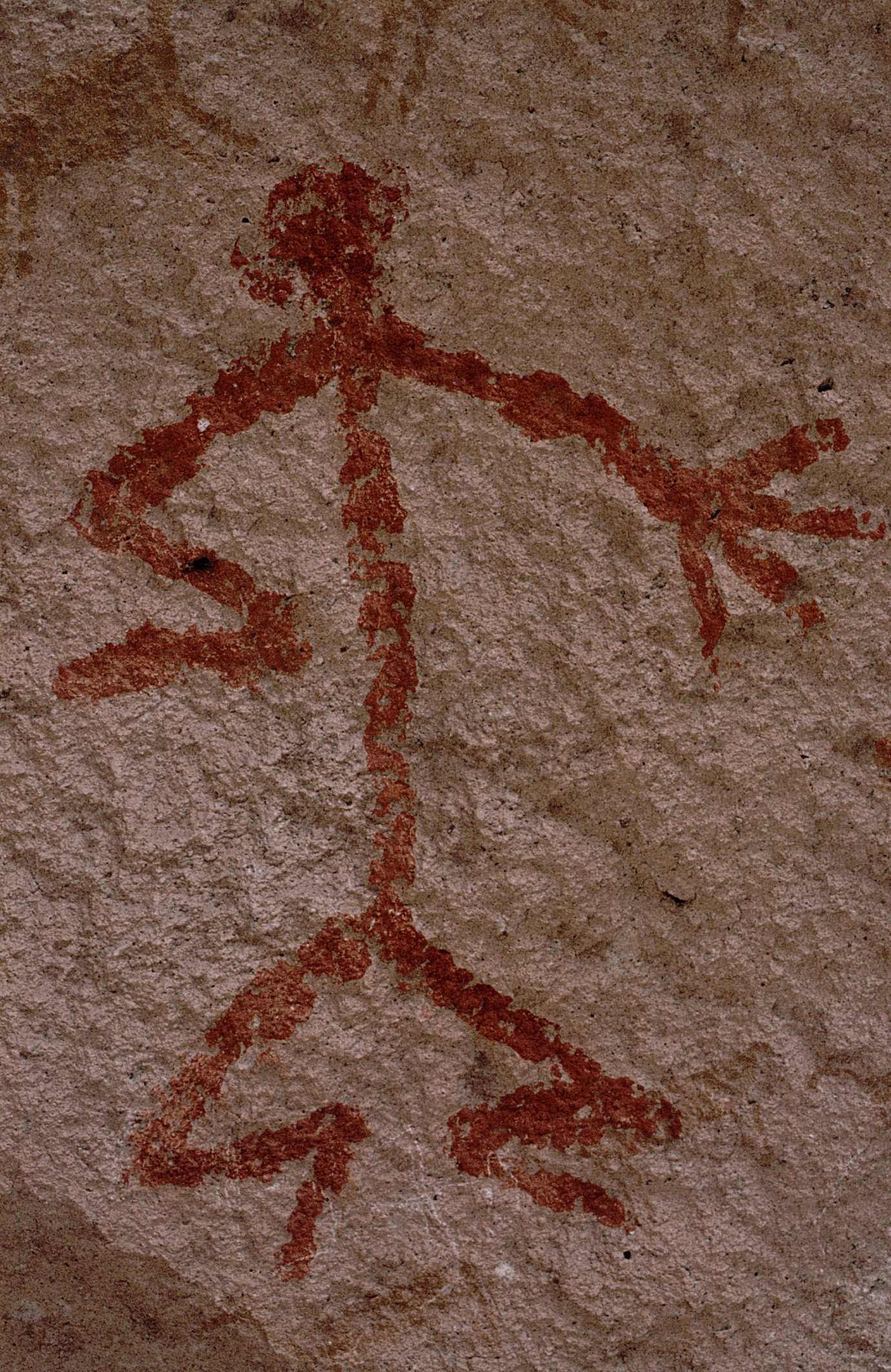